# Liste der Einträge im National Register of Historic Places im Dickinson County (Michigan)

Lage des Dickinson County in Michigan

Die Liste der Einträge im National Register of Historic Places im Dickinson County in Michigan führt alle Bauwerke und historischen Stätten im Dickinson County auf, die in das National Register of Historic Places aufgenommen wurden.

## Legende
| NRHP | Historic Place    |
| HD   | Historic District |

## Aktuelle Einträge
| [ 2 ] | Name                                        | Bild                                    | Eintragsdatum        | Lage | Ort               | Beschreibung |
| ----- | ------------------------------------------- | --------------------------------------- | -------------------- | --- | ----------------- | --- |
| 1     | Ardis Furnace                               | Ardis Furnace                           | 1972 ID-Nr. 72000608 | Aragon Street und Antoine Street 45° 50′ 13″ N, 88° 3′ 10″ W                                                            | Iron Mountain     | Reste eines 1908 errichteten Experimental-Hochofens                                                                                   |
| 2     | Chapin Mine Steam Pump Engine               | Chapin Mine Steam Pump Engine           | 1981 ID-Nr. 81000305 | Kent Street 45° 49′ 30″ N, 88° 4′ 12″ W                                                                                 | Iron Mountain     | 1891 fertiggestellte dampfbetriebene Entwässerungspumpe für die Chapin Mine                                                           |
| 3     | Dickinson County Courthouse and Jail        | Dickinson County Courthouse and Jail    | 1980 ID-Nr. 80001852 | 700 South Stephenson Avenue 45° 49′ 2″ N, 88° 3′ 45″ W                                                                  | Iron Mountain     | 1896 im neuromanischen Stil errichtetes Justiz- und Verwaltungsgebäude des Dickinson County                                           |
| 4     | Graved Rock Site                            |                                         | 1995 ID-Nr. 95001389 | Adresse nicht veröffentlicht                                                                                            | Kingsford         | auch als 20DK23 bekannte archäologische Ausgrabungsstätte mit Fundstücken aus präkolumbischer Zeit                                    |
| 5     | Immaculate Conception Church                | Immaculate Conception Church            | 1990 ID-Nr. 90000562 | 500 East Blaine Street 45° 49′ 59″ N, 88° 3′ 20″ W                                                                      | Iron Mountain     | 1902 im Stil der Neorenaissance errichtete Kirche italienischer Einwanderer                                                           |
| 6     | Iron Mountain Central Historic District     | Iron Mountain Central Historic District | 2013 ID-Nr. 13000763 | Abgegrenzt durch Fleshiem Street, West C Street, Iron Mountain Avenue und Stockbridge Avenue 45° 49′ 10″ N, 88° 4′ 1″ W | Iron Mountain     | Historisches Stadtzentrum von Iron Mountain                                                                                           |
| 7     | Menominee River Park Archeological District |                                         | 1995 ID-Nr. 95001388 | Adresse nicht veröffentlicht 45° 47′ 0″ N, 88° 5′ 30″ W                                                                 | Kingsford         | frühere archäologische Ausgrabungsstätte mit Fundstücken aus der Woodland-Periode                                                     |
| 8     | Up Stream Put-In Site                       |                                         | 1995 ID-Nr. 95001390 | Adresse nicht veröffentlicht                                                                                            | Kingsford         | auch als 20DK27 bekannte archäologische Ausgrabungsstätte mit Fundstücken aus der Woodland-Periode                                    |
| 9     | Upper Twin Falls Bridge                     | Upper Twin Falls Bridge                 | 2012 ID-Nr. 12001028 | Brücke der Twin Falls Road über den Menominee River 45° 52′ 39″ N, 88° 4′ 42,6″ W                                       | Breitung Township | Von 1910 bis 1911 errichtete Fachwerkbrücke über den Menominee River zwischen dem Florence County, Wisconsin und dem Dickinson County |